# Roxby
Roxby is een civil parish in het bestuurlijke gebied Scarborough, in het Engelse graafschap North Yorkshire met 223 inwoners.